# ویلزتد
ویلزتد (به انگلیسی: Wilstead) یک روستا و محله مدنی در بریتانیا است که در Bedford واقع شده‌است. ویلزتد ۳٬۲۷۰ نفر جمعیت دارد.